# Dąbrówka Polska
Dąbrówka Polska (deutsch Talheim, bis 1904 Polnisch Dombrowken) mit der Ortschaft Dąbrówka Polska (osada) ist ein Dorf in der polnischen Woiwodschaft Ermland-Masuren, das zur Landgemeinde Banie Mazurskie (Benkheim) im Powiat Gołdapski (Kreis Goldap) gehört.

## Geographische Lage
Dąbrówka Polska liegt im Nordosten der Woiwodschaft Ermland-Masuren an der westlichen Gemeindegrenze der Gmina Banie Mazurskie zur Gmina Budry (Buddern). Bis zur einstigen Kreisstadt Angerburg (polnisch Węgorzewo) sind es 17, bis zur jetzigen Kreishauptstadt Gołdap (Goldap) 22 Kilometer.

## Geschichte
Als Damerau wurde der Ort 1563 gegründet und bestand später aus einem Dorf mit Gut. Nach 1785 hieß es Dombrowcken, vor 1818 Dombrowken und nach 1818 mit dem Zusatz Polnisch Dombrowken. Etwa 700 Meter westlich des Dorfes stand das Gut, dessen Resthäuser heute in die kleine Siedlung Dąbrówka Polska (osada) einbezogen sind.
Polnisch Dombrowken kam 1874 in den neu geschaffenen Amtsbezirk Benkheim (polnisch Banie Mazurskie), der bis 1945 bestand und zum Kreis Angerburg im Regierungsbezirk Gumbinnen der preußischen Provinz Ostpreußen gehörte. 
Im Jahre 1867 waren in Polnisch Dombrowken 558 Einwohner gemeldet. Ihre Zahl verringerte sich bis 1885 auf 545 und belief sich 1905 auf nur noch 503. Im Jahr 1910 waren 522 Einwohner registriert; im Jahr 1933 waren es noch 444 und 1939 nur noch 391.
Am 24. April 1904 erhielt Polnisch Dombrowken die neue Bezeichnung Talheim.
In Kriegsfolge kam das gesamte südliche Ostpreußen zu Polen. Darunter war auch Talheim, das – in Rückbeziehung auf den früheren deutschen Namen – den polnischen Namen Dąbrówka Polska bekam. Heute ist der Ort Sitz eines Schulzenamtes (polnisch Sołectwo) für die Ortschaften Dąbrówka Polska, Dąbrówka Polska (osada), Jeglewo (Tannenberg) und Różanka-Dwór (Rosental) im Verbund der Landgemeinde Banie Mazurskie im Powiat Gołdapski, bis 1998 der Woiwodschaft Suwałki, seither der Woiwodschaft Ermland-Masuren zugehörig.

## Religionen
Polnisch Dombrowken war bis 1945 zum einen in das evangelische Kirchspiel der Benkheimer Kirche im Kirchenkreis Angerburg in der Kirchenprovinz Ostpreußen der Evangelischen Kirche der Altpreußischen Union eingepfarrt, zum anderen in die katholische Pfarrei Angerburg (polnisch Węgorzewo) im Bistum Ermland. 
Heute gehört Dąbrówka Polska zur Pfarrei Banie Mazurskie, deren Pfarrkirche nun das einstige evangelische Gotteshaus ist. Sie ist Teil des Dekanats Gołdap im Bistum Ełk (Lyck) der Katholischen Kirche in Polen. Hier lebende evangelische Kirchenglieder gehören zur Kirche in Gołdap, einer Filialkirche der Pfarrei in Suwałki in der Diözese Masuren der Evangelisch-Augsburgischen Kirche in Polen.

## Verkehr
Dąbrówka Polska ist über eine Nebenstraße zu erreichen, die südwestlich von Banie Mazurskie (Benkheim) von der Woiwodschaftsstraße 650 (frühere deutsche Reichsstraße 136) abzweigt und nach Grodzisko (Schloßberg, 1938–1945 Heidenberg) sowie weiter bis in den Borkener Forst (auch Borker Heide, polnisch Puszcza Borecka) führt.
Der Ort hat heute keine Bahnanbindung mehr. Bis 1945 war das Dorf über die Station Popiollen (1938–1945 Albrechtswiesen, heute polnisch Popioły), an die Bahnstrecke Angerburg–Goldap angeschlossen, die nach 1945 nicht mehr aktiviert wurde.